# Gorjačevodskij
Gorjačevodskij (in russo Горячеводский?) è un insediamento di tipo urbano della Russia europea meridionale, situato nella formazione municipale della città di Pjatigorsk del Territorio di Stavropol'.
Si trova sulla riva destra del fiume Podkumok, a sud-est di Pjatigorsk, 144 km a nord-ovest di Stavropol'.